# Livre des Géants
 (novembre 2021).
La mise en forme du texte ne suit pas les recommandations de Wikipédia : il faut le « wikifier ».
Les points d'amélioration suivants sont les cas les plus fréquents. Le détail des points à revoir est peut-être précisé sur la page de discussion.
- Les titres sont pré-formatés par le logiciel. Ils ne sont ni en capitales, ni en gras.
- Le texte ne doit pas être écrit en capitales (les noms de famille non plus), ni en gras, ni en italique, ni en « petit »…
- Le gras n'est utilisé que pour surligner le titre de l'article dans l'introduction, une seule fois.
- L'italique est rarement utilisé : mots en langue étrangère, titres d'œuvres, noms de bateaux, etc.
- Les citations ne sont pas en italique mais en corps de texte normal. Elles sont entourées par des guillemets français : « et ».
- Les listes à puces sont à éviter, des paragraphes rédigés étant largement préférés. Les tableaux sont à réserver à la présentation de données structurées (résultats, etc.).
- Les appels de note de bas de page (petits chiffres en exposant, introduits par l'outil «  Source ») sont à placer entre la fin de phrase et le point final[comme ça].
- Les liens internes (vers d'autres articles de Wikipédia) sont à choisir avec parcimonie. Créez des liens vers des articles approfondissant le sujet. Les termes génériques sans rapport avec le sujet sont à éviter, ainsi que les répétitions de liens vers un même terme.
- Les liens externes sont à placer uniquement dans une section « Liens externes », à la fin de l'article. Ces liens sont à choisir avec parcimonie suivant les règles définies. Si un lien sert de source à l'article, son insertion dans le texte est à faire par les notes de bas de page.
- La présentation des références doit suivre les conventions bibliographiques. Il est recommandé d'utiliser les modèles {{Ouvrage}}, {{Chapitre}}, {{Article}}, {{Lien web}} et/ou {{Bibliographie}}. Le mode d'édition visuel peut mettre en forme automatiquement les références.
- Insérer une infobox (cadre d'informations à droite) n'est pas obligatoire pour parachever la mise en page.

Pour une aide détaillée, merci de consulter Aide:Wikification.
Si vous pensez que ces points ont été résolus, vous pouvez retirer ce bandeau et améliorer la mise en forme d'un autre article.
Le Livre des Géants est un livre juif apocryphe qui étend la création primitive au récit de la fin des temps de la Bible hébraïque et, par ses élaborations à multiples facettes sur les décrets divins d'avertissement et de malheur, rapproche l'ancien prophète Enoch de son « scénario » généralement reconnu. (comme collectivement mis en avant dans diverses traditions énochiques) que ne le fait même le traité principal de l'histoire de 1 Enoch . Avec 1 Enoch's Book of Watchers, comme le soutient l'érudit énochique James C. VanderKam, « c'est une tentative d'expliquer comment la méchanceté était devenue si répandue et si musclée avant le déluge ; ce faisant, elle fournit également la raison pour laquelle Dieu était plus que justifié en envoyant ce déluge. »  La découverte des géants à Qumrân date la création du texte avant le IIe siècle av .
Le Livre des Géants est un récit antédiluvien (pré-déluge) qui a été reçu principalement dans la littérature manichéenne et connu à Tourfan . Cependant, les premières traditions connues pour le livre proviennent de copies araméennes d'un livre des géants parmi les manuscrits de la mer Morte. Des références à la mythologie des Géants se trouvent dans : Genèse 6 :1-4, les livres d'Enoch (éthiopien, slave, hébreu, grec), Jubilés, l'Apocryphe de la Genèse, 2 et 3 Baruch (slave), le Document de Damas, et des visions dans Daniel 7 :9-14. Ce livre raconte l'histoire et le destin de ces géants anté-diluviaux et de leurs pères, les Veilleurs (appelés grigori dans le slave 2 Enoch ),, les fils de Dieu ou les saints (Daniel 4:13, 17) qui se sont rebellés contre le ciel quand - en violation interdite des strictes « limites de la création »  - ils se sont mêlés, dans leur convoitise, aux « filles des hommes »,.
Leur progéniture encore plus corrompue, les géants, a été diversement appelée par la suite nephilim, gibborim, ou rephaim, étant les races terrestres métisses qui ont combattu Dieu et ses disciples justes dont le nombre a diminué à mesure que le monde était submergé par la corruption et le mal ; les fragments manichéens donnent à ces méchants le nom général de démons (l'Hénoch grec les appelle des bâtards). Bien que les termes pour les Veilleurs et leur progéniture soient souvent confondus dans leurs diverses traductions et itérations, collectivement, ces races rebelles sont appelées les anges déchus dans les sources apocryphes, ainsi que dans les récits bibliques qui les référencent.

## Version manichéenne
La version manichéenne est similaire à celle trouvée à Qumrân, uniquement adaptée à l'histoire du cosmos manichéenne  Les anges déchus sont ici des démons archontiques échappés de leurs prisons dans le ciel, où ils étaient placés lors de la construction du monde. Ils auraient provoqué une brève révolte, et dans la foulée, deux cents d'entre eux se sont enfuis sur Terre. Alors que la plupart des prénoms sont simplement transcrits en langue iranienne, Ohyah et Hahyah sont renommés Sam et Nariman . Cette version contient également une fin complète, racontant comment les forces de la Lumière, dirigées par quatre anges identifiés avec Michel, Gabriel, Raphaël et Uriel, soumettent les démons et leur progéniture au combat.

## Voir également